# Empoasca campestris
Empoasca campestris är en insektsart som beskrevs av Naudé 1926. Empoasca campestris ingår i släktet Empoasca och familjen dvärgstritar. Inga underarter finns listade i Catalogue of Life.